# 歐瓦克
歐瓦克（瑞典語：ORWAK AB）是一家瑞典的清洁机械设备公司。

## 历史
歐瓦克在1971年發明了世界第一台生活垃圾壓縮機。此后以此为核心产品，研发并生产各类垃圾压缩机、打包和压块系统。
2005年歐瓦克被挪威陶朗集團（TOMRA）收购，2014年12月，TOMRA将挪威，瑞典，波兰和日本的ORWAK业务出售给瑞典的San Sac Nordic AB公司。